# Darcy Lima
Darcy Gustavo Machado Vieira Lima (Río de Janeiro, 22 de mayo de 1962) es un Gran Maestro Internacional de ajedrez brasileño.

## Resultados destacados en competición
Fue tres veces ganador del Campeonato de Brasil de ajedrez en los años 1992, 2002 y 2003.
Participó representando a Brasil en once Olimpíadas de ajedrez en los años 1988 en Salónica, 1990 en Novi Sad, 1992 en Manila, 1994 en Moscú, 1996 en Everán, 1998 en Elistá, 2000 en Estambul, 2002 en Bled, 2004 en Calviá, 2006 en Turín y 2008 en Dresde.